# والتر دي ماريا
والتر دي ماريا (بالإنجليزية: Walter De Maria)‏ هو ملحن أمريكي، ولد في 1 أكتوبر 1935 في ألباني في الولايات المتحدة، وتوفي في 25 يوليو 2013 في نيويورك في الولايات المتحدة بسبب سكتة.

## وصلات خارجية
- والتر دي ماريا على موقع IMDb (الإنجليزية)
- والتر دي ماريا على موقع ديسكوغز (الإنجليزية)